# Summit Trench Cemetery
Summit Trench Cemetery is een begraafplaats gelegen in de Franse plaats Croisilles (Pas-de-Calais). De militaire graven worden onderhouden door de Commonwealth War Graves Commission.
De begraafplaats telt 69 geïdentificeerde Gemenebest graven uit de Eerste Wereldoorlog.